# 昆图斯·恩纽斯
昆图斯·恩纽斯（拉丁語：Quintus Ennius，前239年—前169年）也作恩尼乌斯、埃纽斯，是罗马共和国时期的诗人、剧作家，被认为是最具影响力的早期拉丁语诗人和古罗马文学的奠基人。其代表作叙事诗《编年史》，叙述了从埃涅阿斯流亡至诗人所在时代的罗马历史，在诗中他称自己为荷马转世，现有600余行存世。此外恩纽斯还翻译了欧里庇得斯等古希腊悲剧作家的作品，同时将希腊音韵转为拉丁音韵，对罗马文学有很大影响。
出生于意大利南部的 Rudiae（位于今莱切附近），能说奥斯坎语（母语）、希腊语和拉丁语。曾参加第二次布匿战争。前204年，老加图将他带到罗马，在那里恩纽斯以教书和创作希腊语戏剧为生，同时与包括大西庇阿在内的罗马上层人物保持亲密关系。恩纽斯曾跟随其赞助人罗马执政官马库斯·富尔维乌斯·诺比利奥尔（Marcus Fulvius Nobilior）参加埃托利亚战役，并通过其儿子昆图斯于前184年成为罗马公民。